# Monay (riu)
|  | Aquest article tracta sobre el riu veneçolà. Si cerqueu el municipi francès, vegeu «Monay (municipi)». |

El Monay és un riu al nord de Veneçuela. Desguassa a la mar Carib.